# Pilar de Borbó i de Borbó-Dues Sicílies
Maria del Pilar de Borbó i de Borbó-Dues Sicílies (en castellà: María del Pilar de Borbón y Borbón-Dos Sicilias) (Canes, França, 30 de juliol de 1936 - Madrid, 8 de gener de 2020), infanta d'Espanya i duquessa de Badajoz, gran d'Espanya, va ser la filla primogènita dels comtes de Barcelona Joan de Borbó i Maria de la Mercè de Borbó-Dues Sicílies i germana gran del rei Joan Carles I d'Espanya.

## Biografia
Va néixer el 30 de juliol de 1936 al domicili dels seus pares a Canes (França). Va ser batejada a la mateixa població amb els noms de Maria del Pilar Alfonsa Joana Victòria Lluïsa Ignàsia de Tots els Sants i els seus padrins van ser el seu avi patern, el rei Alfons XIII, que va actuar per delegació, i la seva àvia materna, la infanta Lluïsa d'Orleans, comtessa de Caserta.
Va anar a viure a Roma (Regne d'Itàlia) on la Família Reial espanyola va fixar la seva residència a l'exili. L'any 1941, després de la renúncia realitzada per Alfons XIII, el seu pare va passar a ser el titular dels drets dinàstics de la Corona espanyola a l'exili. Durant la Segona Guerra Mundial va viure a Lausana (Suïssa) on residia la seva àvia, la reina Victòria Eugènia, fins que l'any 1946 la seva família fixa la residència a Portugal i passa a viure a Estoril.
La seva família la va intentar casar amb el rei Balduí de Bèlgica que s'acabà casant amb la reina Fabiola, acompanyant de la infanta Pilar durant la trobada a Brussel·les organitzada per la reina Victòria Eugènia amb la intenció de que la infanta espanyola i el rei belga es coneguessin.
Al casament del seu germà Joan Carles amb la princesa Sofia de Grècia, l'any 1962, va ser una de les vuit dames d'honor de la núvia.
Va rebre una medalla del Govern portuguès per la seva tasca d'atenció a ferits i difunts pels fets ocorreguts l'any 1963 en l'enfonsament del sostre de l'estació Cais do Sodré quan treballava a l'Hospital Dos Capuchos.
Es va casar el 5 de maig de 1967 al monestir de Los Jerónimos de Belém de Lisboa amb l'aristòcrata espanyol, Luis Gómez-Acebo (1931-1991), vescomte de la Torre. El fet de contraure matrimoni morganàtic; és a dir, amb una persona no vinculada a cap família reial, li va fer renunciar els seus drets successoris a la Corona espanyola. Amb motiu de l'enllaç, el comte de Barcelona li va concedir la facultat d'utilitzar el títol de duquessa de Badajoz, amb Grandesa d'Espanya, facultat reconeguda per la Dictadura franquista que li va permetre usar el títol a Espanya. Fruit de la unió amb el vescomte de la Torre van néixer cinc fills: Simoneta (1968), Juan (1969), Bruno (1971), Beltrán (1973) i Fernando (1974).
El seu marit va morir el 9 de març de 1991 a conseqüència d'un càncer limfàtic.
Ha estat membre del Comitè Olímpic Espanyol des de 1992, presidenta de la Federació Equestre (1994-2006), membre del Comitè Olímpic Internacional (1996-2006) i membre honorària des de 2006. Entre 2007 i 2009 va ser la presidenta de la federació Europa Nostra pel patrimoni cultural. Ostenta la presidència d'honor de l'entitat benèfica Nuevo Futuro.
El 2016, arran de que el diari alemany Süddeutsche Zeitung va tenir accés a una sèrie de documents que revelaven l'existència de societats offshore creades a Panamà, coneguts popularment com a papers de Panamà, es va fer públic que la infanta Pilar va dirigir entre 1974 i 2014 una d'aquestes societats, denominada Delantera Financiera. L'Agència Tributària espanyola va iniciar una investigació per aclarir la legalitat d'aquestes activitats.

## Ascendents
|  |                                                                          |  |  |  |  |  |  |  |  |  |  |  |  |  |  |  |
|  | 16. Francesc d'Assís de Borbó                                            |  |  |  |  |  |  |  |  |  |  |  |  |  |  |  |
|  |                                                                          |  |  |  |  |  |  |  |  |  |  |  |  |  |  |  |
|  |                                                                          |  |  |  |  |  |  |  |  |  |  |  |  |  |  |  |
|  | 8. Alfons XII, rei d'Espanya                                             |  |  |  |  |  |  |  |  |  |  |  |  |  |  |  |
|  |                                                                          |  |  |  |  |  |  |  |  |  |  |  |  |  |  |  |
|  |                                                                          |  |  |  |  |  |  |  |  |  |  |  |  |  |  |  |
|  | 17. Isabel II, reina d'Espanya                                           |  |  |  |  |  |  |  |  |  |  |  |  |  |  |  |
|  |                                                                          |  |  |  |  |  |  |  |  |  |  |  |  |  |  |  |
|  |                                                                          |  |  |  |  |  |  |  |  |  |  |  |  |  |  |  |
|  | 4. Alfons XIII, rei d'Espanya                                            |  |  |  |  |  |  |  |  |  |  |  |  |  |  |  |
|  |                                                                          |  |  |  |  |  |  |  |  |  |  |  |  |  |  |  |
|  |                                                                          |  |  |  |  |  |  |  |  |  |  |  |  |  |  |  |
|  | 18. Carles Ferran d'Àustria                                              |  |  |  |  |  |  |  |  |  |  |  |  |  |  |  |
|  |                                                                          |  |  |  |  |  |  |  |  |  |  |  |  |  |  |  |
|  |                                                                          |  |  |  |  |  |  |  |  |  |  |  |  |  |  |  |
|  | 9. Maria Cristina d'Àustria                                              |  |  |  |  |  |  |  |  |  |  |  |  |  |  |  |
|  |                                                                          |  |  |  |  |  |  |  |  |  |  |  |  |  |  |  |
|  |                                                                          |  |  |  |  |  |  |  |  |  |  |  |  |  |  |  |
|  | 19. Elisabet d'Àustria                                                   |  |  |  |  |  |  |  |  |  |  |  |  |  |  |  |
|  |                                                                          |  |  |  |  |  |  |  |  |  |  |  |  |  |  |  |
|  |                                                                          |  |  |  |  |  |  |  |  |  |  |  |  |  |  |  |
|  | 2. Joan de Borbó i Battenberg                                            |  |  |  |  |  |  |  |  |  |  |  |  |  |  |  |
|  |                                                                          |  |  |  |  |  |  |  |  |  |  |  |  |  |  |  |
|  |                                                                          |  |  |  |  |  |  |  |  |  |  |  |  |  |  |  |
|  | 20. Alexandre de Hessen-Darmstadt                                        |  |  |  |  |  |  |  |  |  |  |  |  |  |  |  |
|  |                                                                          |  |  |  |  |  |  |  |  |  |  |  |  |  |  |  |
|  |                                                                          |  |  |  |  |  |  |  |  |  |  |  |  |  |  |  |
|  | 10. Enric de Battenberg                                                  |  |  |  |  |  |  |  |  |  |  |  |  |  |  |  |
|  |                                                                          |  |  |  |  |  |  |  |  |  |  |  |  |  |  |  |
|  |                                                                          |  |  |  |  |  |  |  |  |  |  |  |  |  |  |  |
|  | 21. Júlia von Hauke                                                      |  |  |  |  |  |  |  |  |  |  |  |  |  |  |  |
|  |                                                                          |  |  |  |  |  |  |  |  |  |  |  |  |  |  |  |
|  |                                                                          |  |  |  |  |  |  |  |  |  |  |  |  |  |  |  |
|  | 5. Victòria Eugènia de Battenberg                                        |  |  |  |  |  |  |  |  |  |  |  |  |  |  |  |
|  |                                                                          |  |  |  |  |  |  |  |  |  |  |  |  |  |  |  |
|  |                                                                          |  |  |  |  |  |  |  |  |  |  |  |  |  |  |  |
|  | 22. Albert de Saxònia-Coburg Gotha                                       |  |  |  |  |  |  |  |  |  |  |  |  |  |  |  |
|  |                                                                          |  |  |  |  |  |  |  |  |  |  |  |  |  |  |  |
|  |                                                                          |  |  |  |  |  |  |  |  |  |  |  |  |  |  |  |
|  | 11. Beatriu del Regne Unit                                               |  |  |  |  |  |  |  |  |  |  |  |  |  |  |  |
|  |                                                                          |  |  |  |  |  |  |  |  |  |  |  |  |  |  |  |
|  |                                                                          |  |  |  |  |  |  |  |  |  |  |  |  |  |  |  |
|  | 23. Victòria I, reina del Regne Unit i d'Irlanda i emperatriu de l'Índia |  |  |  |  |  |  |  |  |  |  |  |  |  |  |  |
|  |                                                                          |  |  |  |  |  |  |  |  |  |  |  |  |  |  |  |
|  |                                                                          |  |  |  |  |  |  |  |  |  |  |  |  |  |  |  |
|  | 1. Pilar de Borbó                                                        |  |  |  |  |  |  |  |  |  |  |  |  |  |  |  |
|  |                                                                          |  |  |  |  |  |  |  |  |  |  |  |  |  |  |  |
|  |                                                                          |  |  |  |  |  |  |  |  |  |  |  |  |  |  |  |
|  | 24. Ferran II, rei de les Dues Sicílies                                  |  |  |  |  |  |  |  |  |  |  |  |  |  |  |  |
|  |                                                                          |  |  |  |  |  |  |  |  |  |  |  |  |  |  |  |
|  |                                                                          |  |  |  |  |  |  |  |  |  |  |  |  |  |  |  |
|  | 12. Alfons de Borbó-Dues Sicílies                                        |  |  |  |  |  |  |  |  |  |  |  |  |  |  |  |
|  |                                                                          |  |  |  |  |  |  |  |  |  |  |  |  |  |  |  |
|  |                                                                          |  |  |  |  |  |  |  |  |  |  |  |  |  |  |  |
|  | 25. Maria Teresa d'Àustria                                               |  |  |  |  |  |  |  |  |  |  |  |  |  |  |  |
|  |                                                                          |  |  |  |  |  |  |  |  |  |  |  |  |  |  |  |
|  |                                                                          |  |  |  |  |  |  |  |  |  |  |  |  |  |  |  |
|  | 6. Carles de Borbó-Dues Sicílies                                         |  |  |  |  |  |  |  |  |  |  |  |  |  |  |  |
|  |                                                                          |  |  |  |  |  |  |  |  |  |  |  |  |  |  |  |
|  |                                                                          |  |  |  |  |  |  |  |  |  |  |  |  |  |  |  |
|  | 26. Francesc de Borbó-Dues Sicílies                                      |  |  |  |  |  |  |  |  |  |  |  |  |  |  |  |
|  |                                                                          |  |  |  |  |  |  |  |  |  |  |  |  |  |  |  |
|  |                                                                          |  |  |  |  |  |  |  |  |  |  |  |  |  |  |  |
|  | 13. Maria Antonieta de Borbó-Dues Sicílies                               |  |  |  |  |  |  |  |  |  |  |  |  |  |  |  |
|  |                                                                          |  |  |  |  |  |  |  |  |  |  |  |  |  |  |  |
|  |                                                                          |  |  |  |  |  |  |  |  |  |  |  |  |  |  |  |
|  | 27. Maria Isabel d'Àustria-Toscana                                       |  |  |  |  |  |  |  |  |  |  |  |  |  |  |  |
|  |                                                                          |  |  |  |  |  |  |  |  |  |  |  |  |  |  |  |
|  |                                                                          |  |  |  |  |  |  |  |  |  |  |  |  |  |  |  |
|  | 3. Maria de la Mercè de Borbó-Dues Sicílies                              |  |  |  |  |  |  |  |  |  |  |  |  |  |  |  |
|  |                                                                          |  |  |  |  |  |  |  |  |  |  |  |  |  |  |  |
|  |                                                                          |  |  |  |  |  |  |  |  |  |  |  |  |  |  |  |
|  | 28. Ferran Felip d'Orleans                                               |  |  |  |  |  |  |  |  |  |  |  |  |  |  |  |
|  |                                                                          |  |  |  |  |  |  |  |  |  |  |  |  |  |  |  |
|  |                                                                          |  |  |  |  |  |  |  |  |  |  |  |  |  |  |  |
|  | 14. Felip d'Orleans                                                      |  |  |  |  |  |  |  |  |  |  |  |  |  |  |  |
|  |                                                                          |  |  |  |  |  |  |  |  |  |  |  |  |  |  |  |
|  |                                                                          |  |  |  |  |  |  |  |  |  |  |  |  |  |  |  |
|  | 29. Helena de Mecklenburg-Schwerin                                       |  |  |  |  |  |  |  |  |  |  |  |  |  |  |  |
|  |                                                                          |  |  |  |  |  |  |  |  |  |  |  |  |  |  |  |
|  |                                                                          |  |  |  |  |  |  |  |  |  |  |  |  |  |  |  |
|  | 7. Lluïsa d'Orleans                                                      |  |  |  |  |  |  |  |  |  |  |  |  |  |  |  |
|  |                                                                          |  |  |  |  |  |  |  |  |  |  |  |  |  |  |  |
|  |                                                                          |  |  |  |  |  |  |  |  |  |  |  |  |  |  |  |
|  | 30. Antoni d'Orleans                                                     |  |  |  |  |  |  |  |  |  |  |  |  |  |  |  |
|  |                                                                          |  |  |  |  |  |  |  |  |  |  |  |  |  |  |  |
|  |                                                                          |  |  |  |  |  |  |  |  |  |  |  |  |  |  |  |
|  | 15. Maria Isabel d'Orleans                                               |  |  |  |  |  |  |  |  |  |  |  |  |  |  |  |
|  |                                                                          |  |  |  |  |  |  |  |  |  |  |  |  |  |  |  |
|  |                                                                          |  |  |  |  |  |  |  |  |  |  |  |  |  |  |  |
|  | 31. Lluïsa Ferranda d'Espanya                                            |  |  |  |  |  |  |  |  |  |  |  |  |  |  |  |
|  |                                                                          |  |  |  |  |  |  |  |  |  |  |  |  |  |  |  |
|  |                                                                          |  |  |  |  |  |  |  |  |  |  |  |  |  |  |  |

## Descendència
Fruit del seu matrimoni amb Luis Gómez-Acebo i Duque de Estrada (1931-1991), vescomte de la Torre, van néixer una filla i quatre fills:
- Excma. Sra. Simoneta Gómez-Acebo i de Borbó, gran d'Espanya, nascuda el 28 d'octubre de 1968.

- Excm. Sr. Juan Gómez-Acebo i de Borbó, gran d'Espanya i vescomte de la Torre, nascut el 6 de desembre de 1969.
- Excm. Sr. Bruno Gómez-Acebo i de Borbó, gran d'Espanya, nascut el 15 juny de 1971.
- Excm. Sr. Beltrán Gómez-Acebo i de Borbó, gran d'Espanya, nascut el 20 de maig de 1973.
- Excm. Sr. Fernando Gómez-Acebo i de Borbó, gran d'Espanya, nascut el 30 de setembre de 1974.

## Tractament i títols
Al llarg de la seva vida, aquests han estat els tractaments i títols que ha ostentat:
- Sa Altesa Reial la infanta Pilar d'Espanya (30 de juliol de 1936 - 17 d'abril de 1967).
- Sa Altesa Reial la infanta Pilar, duquessa de Badajoz, gran d'Espanya (17 d'abril de 1967 - 5 de maig de 1967).[15][25]
- Sa Altesa Reial la infanta Pilar, duquessa de Badajoz, gran d'Espanya i vescomtesa consort de la Torre (5 de maig de 1967 - 9 de març de 1991).[26][10]
- Sa Altesa Reial la infanta Pilar, duquessa de Badajoz, gran d'Espanya i vescomtesa vídua de la Torre (Des del 9 de març de 1991).[17]

La dignitat d'infanta d'Espanya amb tractament d'Altesa Reial se li atribueix des del seu naixement com a filla de l'hereu a la Corona espanyola a l'exili. No obstant, el reconeixement oficial no es va produir fins a l'any 1987 durant el regnat de Joan Carles I.

## Distincions

### Distincions honorífiques espanyoles
- Dama del Reial Orde de les Dames Nobles de la Reina Maria Lluïsa (12 d'octubre de 1954).[28]
- Dama d'honor de la Reial Germandat del Sant Calze de València (19 de novembre de 1955).[29]
- Dama del Reial i Distingit Orde Espanyol de Carles III, gran creu (14 d'octubre de 1988).[30]

### Distincions honorífiques estrangeres
- Dama del Sagrat Orde Militar Constantinià de Sant Jordi, gran greu (Casa de Borbó-Dues Sicílies, 1960).[31]
- Dama de l'Orde de les Santes Olga i Sofia, gran creu (Regne de Grècia, 13 de maig de 1962).
- Dama de l'Orde de l'Infant Enric, gran greu (República de Portugal, 6 de juny de 1968).[32]